# Cartografía de la actividad electroencefalográfica
La Cartografía de la actividad electroencefalográfica, llamado también Cartografía cerebral o Mapping EEG en inglés, es un análisis computarizado del trazado EEG. Representación de la actividad EEG, tanto espontánea como evocada, en forma de mapa topográfico proyectado en el cuero cabelludo. Puede representarse la amplitud de un determinado pico de voltaje, una variable de espectro de frecuencias o una medida de correlación de las ondas registradas. En esencia, se extrae una característica de la señal EEG y se construye sobre el cuero cabelludo un mapa de distribución de los valores obtenidos o referidos a cada derivación.
- Datos: Q5753926